# Samuel Gottlieb Gmelin
Samuel George Gottlieb Gmelin (Tubinga, 4 luglio 1744 – Derbent, 27 luglio 1774) è stato un botanico, ornitologo ed esploratore tedesco.

## Biografia
Gmelin nacque a Tubinga in una nota famiglia di naturalisti. Suo padre era Johann Conrad Gmelin, farmacista e chirurgo. Suo zio era Johann Georg Gmelin, che era anche lo zio di Johann Friedrich Gmelin (l'editore naturalistico del Systema Naturae di Linneo). Samuel si laureò in medicina nel 1763 presso l'Università di Leida all'età di 18 anni. Mentre viveva nella Repubblica olandese, Gmelin sviluppò l'interesse per le alghe marine. Nel 1766 fu nominato professore di botanica a San Pietroburgo. L'anno successivo fu inviato in una spedizione per studiare la storia naturale dell'Impero russo, durante la quale esplorò i fiumi russi Don e Volga e le coste occidentali e orientali del Mar Caspio.
Durante un viaggio nel Caucaso fu preso in ostaggio da Usmey Khan e in prigionia trovò la morte. La sua morte portò ad una spedizione punitiva russa che per breve tempo conquistò Derbent.
Gmelin è autore della Historia Fucorum (1768), la prima opera di biologia marina a trattare esclusivamente le alghe e la prima ad adottare il sistema di nomenclatura binomiale; comprende elaborate illustrazioni su più pagine. I campioni di alghe utilizzate da Gmelin pare non esistano più (Dixon & Irvine, 1970). I risultati dei suoi viaggi sono stati pubblicati nel Reise durch Russland zur untersuchung der drey natur-reiche (Viaggio attraverso la Russia per studiare i tre regni naturali, 1770-1784, 4 voll.). Il volume finale doveva essere ultimato da Johann Anton Güldenstädt, ma alla morte di questi l'edizione definitiva è stata curata da Peter Simon Pallas.

## Vita privata
Nel 1772, sposò Anna von Chappuzeau, nipote del famoso capitano di marina Jacob Chappuzeau (Iakov Shapizo), eroe della battaglia dell'isola di Ösel del 1719, al comando del Raphail.